# 新什利亞赫 (科澤列齊區)
51°6′52″N 31°18′4″E / 51.11444°N 31.30111°E
新什利亞赫（烏克蘭語：Новий Шлях）是位於烏克蘭北部切爾尼希夫州裏切爾尼希夫區的村莊，始建於1892年，面積0.47平方公里，海拔高度118米，2001年人口651，人口密度每平方公里1,391人。